# Cristian Mota
Pour les articles homonymes, voir Mota.
Mota  Pérez est un nom espagnol. Le premier nom de famille, en général paternel, est Mota ; le second, en général maternel, souvent omis, est Pérez.
Cristian Mota Pérez, né le 18 septembre 1996 à Ponteareas, est un coureur cycliste espagnol.

## Biographie
Cristian Mota commence le cyclisme à l'âge de 5 ans au Club Ciclista Ponteareas. Entraîné par Marcos Serrano, il se distingue dans les catégories de jeunes en étant l'un des meilleurs cyclistes galiciens,.
En 2017, il rejoint l'équipe Aldro, dirigée par Manolo Saiz. Lors de la saison 2018, il remporte le Tour de Castellón. Il termine également septième au classement final de la Coupe d'Espagne amateurs, grâce à de multiples places d'honneur. Au printemps, il connait sa première sélection en équipe nationale pour le Grand Prix Priessnitz spa, manche de la Coupe des Nations espoirs. 
Il passe finalement professionnel en 2019 dans l'équipe continentale Miranda-Mortágua, au Portugal. Gêné par une blessure, il vit une année difficile et n'est pas conservé par ses dirigeants. Il s'engage alors avec le club galicien Super Froiz pour la saison 2020. Une arythmie cardiaque met cependant un terme prématuré à sa carrière.

## Palmarès
- 2012
  - Champion de Galice du contre-la-montre cadets
- 2017
  - 2e du Trofeo San Juan y San Pedro
  - 3e du Xanisteban Saria
- 2018
  - Tour de Castellón :
    - Classement général
    - 3e étape

  - 2e du Trophée Guerrita
  - 2e du Circuit d'Escalante